# 아사히촌 (아키타현)
아사히촌(旭村)은 아키타현 히라카군에 설치되었던 촌이다. 현재 요코테시 중심부에 서쪽으로 접해 있는 아키타현 도로 29호 요코테오모리오치선의 연선에 해당한다.

## 역사
- 1889년 4월 1일 - 정촌제 시행에 의해 6촌의 구역으로 성립하였다.
- 1951년 4월 1일 - 요코테시에 편입해, 동일 에이촌은 폐지되었다. 요코테정은 시로 승격해 요코테시가 되었다.

## 교통
현재는 옛 촌역을 아키타 자동차도가 통과하지만, 당시는 미개통이였다.